# William Robert Brooks
William Robert Brooks, född 11 juni 1844 och död 3 maj 1922, var en amerikansk astronom.
Brooks blev professor i astronomi vid Hobart college, USA, 1900. Han var en flitig "kometjägare" och upptäckte 27 kometer, bland dem 2 periodiska (1886 IV och 1889 V).
Asteroiden 2773 Brooks är uppkallad efter honom.